# Малінін Олександр Миколайович
Олекса́ндр Микола́йович Малі́нін (до 1988 року носив прізвище Ви́гузов; нар. 16 листопада 1958, Свердловськ, СРСР) — радянський і російський співак, заслужений артист РСФСР, народний артист Росії. Підтримує путінський режим та війну Росії проти України.

## Біографія й творчий шлях
Народився 16 листопада 1958 року в Свердловську в родині залізничника Миколи Степановича Вигузова (1932) і сортувальниці овочів на овочевій базі Ангеліни Анатоліївни. В Олександра є брат, молодший на п'ять років. Батьки розлучилися, і хлопчиків виховувала мати У дитинстві захоплювався хокеєм, а потім відвідував гуртки: хоровий, танцювальний і духовий (грав на альті). З 14 до 15 років він грав у військовому оркестрі на валторні, жив у казармі й навчався у вечірній школі, згодом учився на помічника машиніста у Свердловському ПТУ залізничників.
У 1974 році поступив в естрадну студію при Свердловській філармонії і закінчив її. Був солістом хору Уральського військового округу (1976–1977). В 1981 році виступав із вокально-інструментальним ансамблем «Поющіє гітари». Після переїзду до Москви вчився в музичному училищі імені Іполітова-Іванова. Виступав в ансамблі «Голубиє гітари». З 1983 до 1987 року працював у групі Стаса Наміна. В 1986 році потрапив в автокатастрофу, 3 місяці пробув у гіпсі. В 1988 році разом з американським співаком і продюсером Девідом Померанцем виступав у США, тут також був випущений їхній спільний сингл.
У 1988 році завоював гран-прі на конкурсі «Юрмала-88», виконавши пісні «Корида» (музика Олени Ваніної, слова М. П. Гуськова), «Любов і розлука» (музика І. Шварца, слова Б. Окуджави) і «Обережно, двері зачиняються». Пісню «Корида» Малінін виконував усі три тури аж до перемоги у фіналі. Присутній на конкурсі журналіст Юрій Філінов писав: «„Корида“ стала просто неповторним тріумфом конкурсу. Жоден конкурсант за всю історію „Юрмали“ не викликав такого замилування, як Малінін. Він потряс, змусив завмерти й задихнутися від відчуття свободи. Навряд чи хто в ці хвилини сумнівався в тому, що саме цей артист — переможець. У цьому ж році за пісню „Корида“ А. Малініну була вручена Премія Радянського комітету захисту миру „Кришталевий кубок“ — „Пісня — світу“».
Протягом тривалого часу основу репертуару складали романси, які принесли йому наприкінці 1980-х — на початку 1990-х широку популярність у публіки. Серед них: «Даремні слова» (музика Д. Ф. Тухманова, слова Л. О. Рубальської), «Поручик Голіцин» (М. Звездинського), «Білий кінь» (музика Олени Ваніної, вірші Михайла Гуськова), романси на вірші Сергія Єсеніна й інші.
У 1990 році продюсером А. Малініна стає Сергій Лісовський. Його фірма «Ліс'с» здійснює й проводить концертну шоу-програму за назвою «Бал Олександра Малініна» в спортивно-концертному комплексі «Олімпійський», яку за 20 днів відвідало 360 тисяч глядачів. Із цього часу бали Олександра Малініна стають традиційними й проходять на великих концертних площадках Москви. На сьогоднішній день проведено більше десяти таких програм: «Великодній Бал моєї душі», «Різдвяний Бал Олександра Малініна», «Дев'ятий Бал», «Зоряний Бал», «Бал „берега мого життя“» й інші.
З 1996 року генеральним продюсером А. Малініна є його третя дружина Емма Малініна (Ісаєва), за професією лікар-гінеколог. Крім співочої кар'єри чоловіка, Емма Малініна займається аптечним бізнесом і володіє власною гінекологічною клінікою.

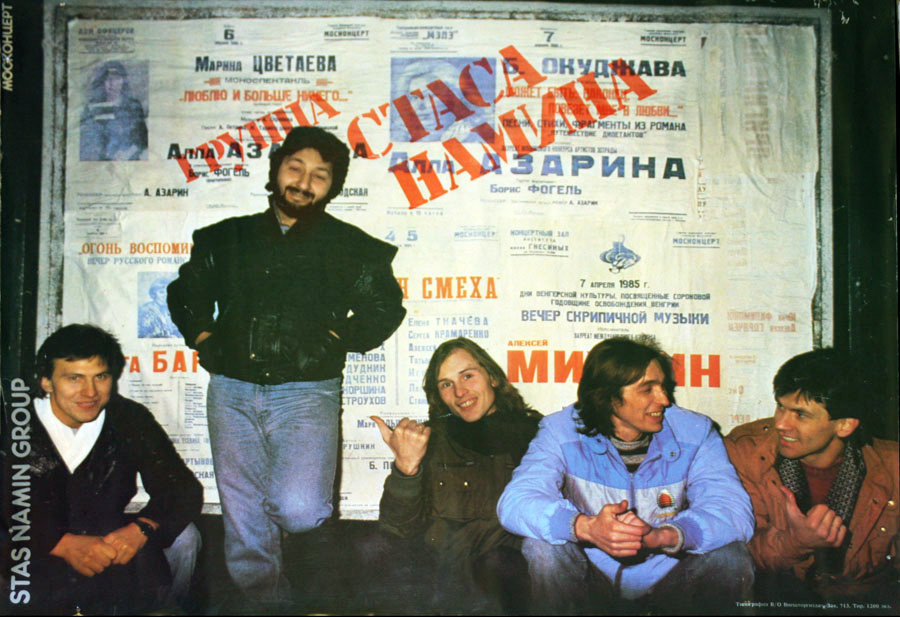
У центрі у складі групи Стаса Наміна, 1986 рік

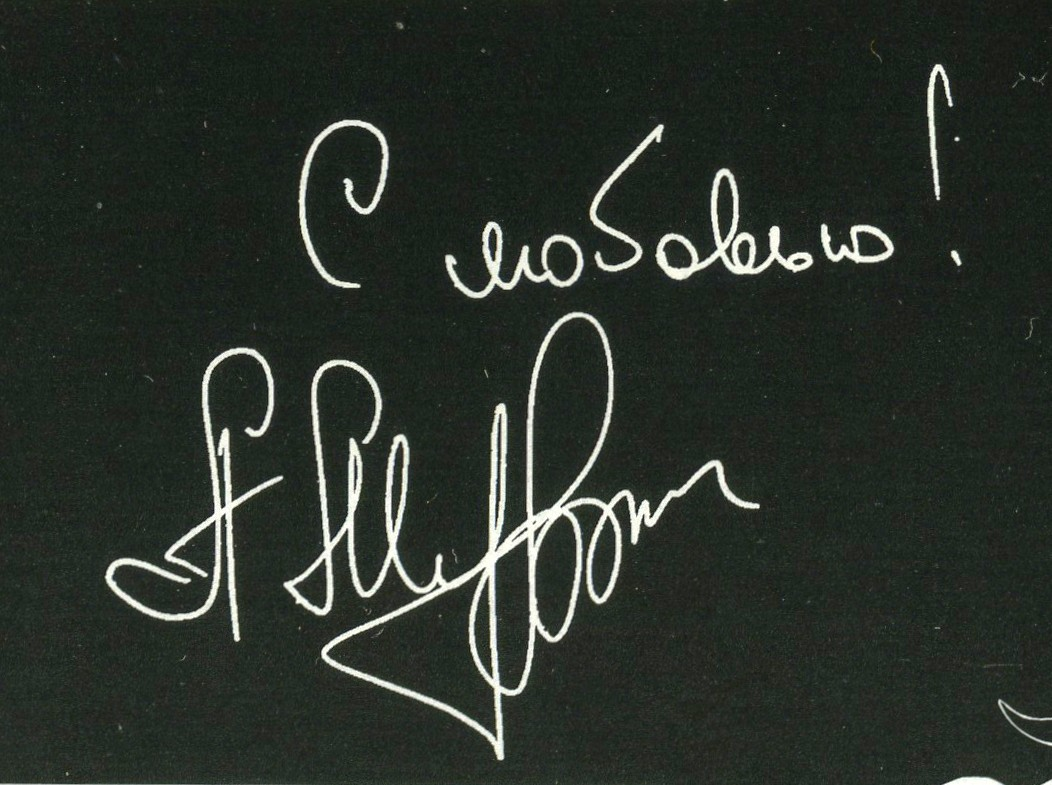
Автограф Олександра Малініна

## Родина
- Перша дружина — скрипалька Інна з ВІА «Поющіє гітари»[4][9]
  - син — Микита Малінін — співак (народ. 4 вересня 1981)[4]
- Друга дружина — Ольга Зарубіна (1983–1985)
  - дочка — Кіра Євдокимова (1986)[4][10]
- Третя дружина з 13 лютого 1989 року[11] — Емма Валентинівна Малініна (д. Залукаєва[12]) (народ. 13 травня 1962)[13][9] — творець лінії інтимної косметики[14][4]
  - Син Емми — Антон Олександрович Малінін (народ. 4 червня 1982 рік[13]) — одружений, Антон продюсує брата Микиту Малініна й допомагає батькові на записах[11][4]
    - онук Платон Малінін (народ. 11 грудня 2007[15])

  - двійнята — син Фрол Малінін і донька Устина Малініна (23 листопада 2000)[4][11][16]

## Позиція стосовно російсько-української війни 2020-х років
Олександр Малінін заявив, що готовий узяти до рук зброю. У своїх соцмережах Малінін сказав, що є громадянином Російської Федерації, тому підтримує її сторону у війні.

## Дискографія
- 1986 — «Мы желаем счастья вам!»
- 1988 — «Far Away Lands» (разом з Девідом Померанцем)
- 1988 — «Александр Малининъ»
- 1989 — «Метроном»
- 1990 — «Неприкаянный»
- 1991 — «Белая ворона» (рок-опера)
- 1991 — «Поручик Голицын»
- 1991 — «Бал»
- 1991 — «Лунная соната»
- 1994 — «Любви желанная пора»
- 1995 — «Лучшие песни»
- 1996 — «Я всё равно люблю тебя»
- 1996 — «Буржуйские пляски»
- 1998 — «Венчание»
- 2000 — «Ночи окаянные»
- 2000 — «Звёздный бал. Живой концерт»
- 2001 — «Берега» Ю. Рибчинського, В. Засухіна
- 2003 — «Старинные русские романсы»
- 2003 — «Червона калина»
- 2004 — «Если бы не ты»
- 2005 — «По дороге домой»
- 2007 — «Чарівна скрипка»
- 2008 — «Эх, душа моя»
- 2010 — «Я объявляю Вам любовь»

## Фільмографія
| Рік  |   | Назва                                | Роль            |    |
| ---- | - | ------------------------------------ | --------------- | -- |
| 1996 | ф | Старі пісні про головне              | пастух          | ру |
| 1997 | ф | Старі пісні про головне 2            | стиляга хуліган | ру |
| 1998 | ф | Старі пісні про головне 3            | камео           | ру |
| 1998 | ф | Воєнно-польовий романс               |                 | ру |
| 2007 | ф | Дуже новорічне кіно, або Ніч у музеї |                 | ру |

## Нагороди й премії
- 1988 — переміг на третьому Всесоюзному конкурсі молодих виконавців радянської естрадної пісні «Юрмала — 88».[2]
- 1989 — лауреат премії Ленінського комсомолу, останній з артистів СРСР, що отримав це звання. Премію передав до фонду Патріархії на відновлення зруйнованих храмів[2]
- 1991 — «Заслужений артист РСФСР»[2]
- 1994 — міжнародний приз в Графстві Монако в Монте-Карло «The world music awards» як російський виконавець, що має найбільші продажі альбомів у своїй країні, вручала нагороду Клаудія Шиффер.[2]
- 1997 — «Народний артист Росії».[2]
- 1998 — премія МВС Росії в галузі культури й мистецтва[2]
- 1999 — відкриття пам'ятного знака — іменної зірки на «Площі зірок» у ДЦКЗ «Росія»[2]
- 2002 — медаль МВС Росії «200 років МВС Росії».[2]
- 2002 і 2010 — Всеукраїнською Вищою Академічною Радою загальнонаціональної програми «Людина року» визнаний гідним міжнародної премії «Людина року» в галузі культури[2]
- 2003 — «Орден Дружби».[2]
- 2006 — нагорода Російської Православної церкви — медаль святого благовірного князя Данила Московського «За працю на славу святої церкви»[2]
- 2008 — «Орден Пошани».[2]

22 листопада 2024 року позбавлений державних нагород України та інших форм відзначення згідно Указу Президента. 